# Roman Přikryl
Roman Přikryl (* 11. února 1995 Plzeň) je český lední hokejista, hrající na pozici středního útočníka. Jeho mladší bratr Filip je také ledním hokejistou.

## Život
S hokejem začínal ve svém rodném městě, v tamní Škodovce. Postupně procházel jejími mládežnickými výběry a v té době patřil rovněž do reprezentačních kádrů své vlasti. Zahrál si na mistrovství světa hráčů do 17 i do 18 let. V ročníku 2014/2015, kdy nastupoval za plzeňské juniory, prvně nastoupil rovněž mezi muži, a to v Plzni a v rámci střídavých startů i v Havlíčkově Brodě. Obdobná situace se opakovala také následující sezónu, jen místo havlíčkobrodského klubu hostoval v Klatovech.
V ročníku 2016/2017 hrál za muže Plzně a formou střídavých startů vypomáhal kladenským Rytířům, u kterých navíc strávil kompletně celou sezónu 2017/2018. Další dva ročníky, tedy 2018/2019 a 2019/2020, hostoval v českobudějovickém týmu, do něhož pro sezónu 2020/2021 přestoupil. Následující ročník (2021/2022) po přestupu strávil ve Stadionu Litoměřice, odkud se po roce opět stěhoval, tentokrát do Vsetína. I zde vydržel jen rok a přestoupil do Karlových Varů, ze kterých hostoval též v sokolovském Baníku. Pro sezónu 2024/2025 se stal členem týmu pražské Slavie.